# 曼谷兒童樂園

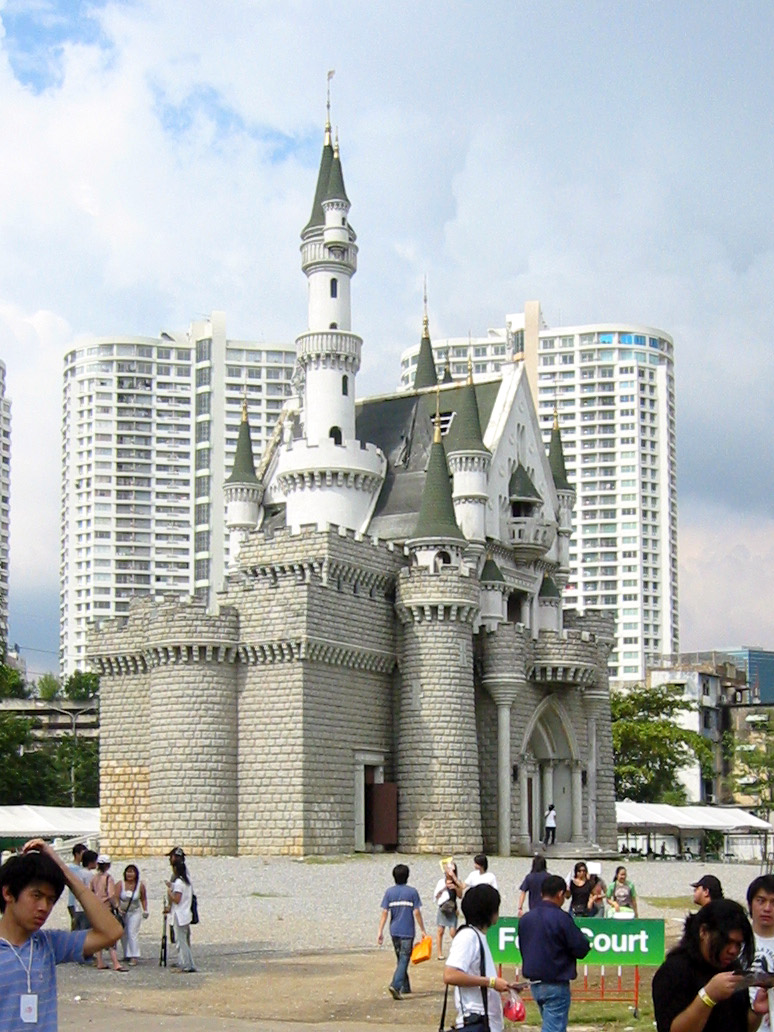
曼谷兒童樂園

曼谷兒童樂園（泰語：แดนเนรมิต；英語：Magic Land）位於泰國首都曼谷，乍都節縣（เขตจตุจักร Chatuchak），拍鳳裕庭路72號的已關閉民營遊樂場。佔地52,800平方公呎。1976年1月29日開幕；2000年12月31日關閉。目前場地被用作高卡車場（Motor Sport Land Go Cart Track）。

## 設施
入口是一個德國城堡，擁有超過30種遊樂設備，如：鬼屋、恐龍展覽、過山車、海盜船。入場費：100銖。

## 開放時間
- 星期一至星期五：上午10時至晚上6時；
- 星期六及星期日：上午9時30分至晚上7時。

## 外部連結
- 曼谷兒童樂園空中鳥瞰圖 （页面存档备份，存于）
- 曼谷兒童樂園的照片集